# Rèn tự do
Rèn tự do hay rèn khuôn hở là phương pháp gia công kim loại bằng áp lực. Đây là một trong 2 phương pháp rèn dập cơ bản (ngoài rèn khuôn kín).

## Nguyên lý
Nguyên lý cơ bản của rèn là: Lợi dụng tính dẻo của kim loại, làm biến dạng kim loại ở thể rắn dưới tác dụng của ngoại lực 
để tạo ra thành phẩm, bán thành phẩm có kích thước nhất định tuỳ theo thiết kế. 
Đây cũng là bước chuẩn bị phôi cho gia công cơ khí.

## Đặc điểm
- Biến dạng kim loại ở thể rắn có khả năng khử được các khuyết tật đúc như ổ khí, rổ 
co, tổ chức kim loại mịn chặt, cơ tính của sản phẩm nâng cao. 
- Có khả năng biến tổ chức hạt thành tổ chức thớ, làm tăng cơ tính của sản phẩm. 
- Chất lượng cơ lý lớp bề ngoài tốt, độ bóng, độ chính xác của chi tiết cao hơn các chi 
tiết đúc. 
Tuy nhiên có những hạn chế như: 
- Không gia công được các chi tiết phức tạp. 
- Các hợp kim sử dụng trong rèn hạn chế hơn, không rèn được các kim loại dòn. 
- Rèn là một trong những phương pháp cơ bản để chế tạo phôi cho gia công cắt gọt 
những chi tiết quan trọng cần chịu lực lớn thường phải qua rèn.

## Các nguyên công cơ bản
Nguyên công cơ bản để rèn tự do bao gồm hai phần: 
- Nguyên công phụ: nung nóng, làm sạch, là phẳng, sấn bậc, sửa chữa, nắn thẳng. 
- Nguyên công chính: vuốt, chồn, xoắn, uốn, đột lỗ, hàn rèn, cắt, ép vết... 

### Vuốt
Vuốt là nguyên công làm giảm tiết diện ngang và tăng chiều dài của phôi. 
Vuốt để rèn các chi tiết dạng trục, ống, dát mỏng.

### Chồn
Là nguyên công làm giảm chiều cao và tăng tiết diện ngang của phôi. Nó thường là 
nguyên công chính cho chuẩn bị đột lỗ, thay đổi hình dạng thớ trong tổ chức kim loại, 
chuyển đổi kích thước phôi

### Đột lỗ
Là nguyên công tạo lỗ suốt hoặc không suốt cho phôi liệu có các hình dạng khác nhau.

### Xoắn (vặn)
Xoắn là nguyên công làm cho tiết diện tại chỗ xoắn xoay tương đối với nhau một góc nào 
đó theo thứ tự và quanh trục của nó. Xoắn nhằm tạo thớ xoắn nhằm tăng bền cho sản phẩm 
để chế tạo những chi tiết chịu lực phức tạp. Sau khi xoắn cần tiến hành ủ.

### Hàn rèn
Là nguyên công nối hai hay nhiều chi tiết lại với nhau có kết cấu đơn giản và yêu cầu sức 
bền không lớn.

### Uốn
Uốn là nguyên công làm thay đổi hướng trục, h ướng thớ của vật rèn. 
phôi có tiết diện tròn uốn cong sẽ thành hình ô van, phôi tiết diện vuông khi uốn cong sẽ 
thành hình thang.

### Dịch trượt
Dịch trượt là nguyên công làm dịch chuyển một bộ phận của phôi tương đối với một bộ 
phận khác mà phương, thế vẫn đảm bảo song song với nhau. Dịch trượt được dùng nhiều để 
chế tạo các loại trục khuỷu và trục bậc.